# Каррер, Эмманюэль
Эмманюэ́ль Карре́р (фр. Emmanuel Carrère; 9 декабря 1957, Париж) — французский писатель, сценарист, кинорежиссёр.

## Биография
Эмманюэль Каррер — сын Элен Каррер д’Анкосс (урожд. Зурабишвили, 1929—2023), которая происходила из семьи русско-грузинских эмигрантов (приходилась двоюродной сестрой 5-му президенту Грузии Саломе Зурабишвили) и была известным советологом, специалистом по истории России. Говоря о том, что его связывает с Россией, Эмманюэль упомянул, в частности, и о том, что его двоюродный брат — известный американский журналист Пол Хлебников (3.07.1963, Нью-Йорк — 9.07.2004, Москва) — жил и творил в столице РФ.. 
Эмманюэль окончил Институт политических исследований в Париже. Начинал как кинокритик в журналах Positif и Télérama, его первая книга была посвящена жизни и творчеству немецкого кинематографиста  Вернера Херцога (1982). Был членом жюри Каннского МКФ 2010. Как сценарист и режиссёр работает в кино и на телевидении.
Он автор 5 романов, один из которых — «Зимний лагерь в горах» (1995) — получил премию Фемина и был экранизирован Клодом Миллером в 1998 (фильм La Classe de neige получил премию жюри Каннского МКФ). Издано также несколько книг рассказов. Пользуются популярностью написанные им романизированные биографии видного американского фантаста Филипа Дика (1993) и российского писателя, публициста, политического деятеля Эдуарда Лимонова (2011). За произведение о Лимонове автор в том же 2011 году удостоился не только престижной Премии Ренодо, но и французской Премии литературных премий, став первым лауреатом этой свежеучреждённой награды.
В 2019 году подписал «Открытое письмо против политических репрессий в России».

## Публикации на русском языке
- Усы / Пер. И. Волевич // Иностранная литература. — 1999. — № 4.
- Зимний лагерь / Пер. Т. Л. Поповой. — М.: Стратегия, 2001.
- Изверг. — М.: Флюид; FreeFly, 2003.
- Филип Дик: Я жив, это вы умерли. — СПб.: Амфора, 2008.
- Лимонов / Пер. Н. Чесноковой. — М.: Ad Marginem, 2012.
- Жизни, не похожие на мою / Пер. Г. Л. Холявского. — Минск: Макбелл, 2015.

## Признание
- 1995 — Премия Фемина, роман «Зимний лагерь в горах».
- 2010 — Большая премия Французской академии — за совокупность созданного.
- 2011 — Премия Ренодо — за роман-биографию «Лимонов» о российском писателе  Эдуарде Лимонове[7].
- Премия литературных премий — за роман-биографию «Лимонов».
- 2021 — Премия принцессы Астурийской.